# دبليو. هاري ديفيس
دبليو. هاري ديفيس (بالإنجليزية: W. Harry Davis)‏ (12 أبريل 1923 بمنيابولس في الولايات المتحدة - 11 أغسطس 2006) هو شخصية أعمال وناشط حقوق الإنسان وملاكم أمريكي.